# Evangeli segons Mateu
L'Evangeli segons Mateu és un dels evangelis canònics, és a dir, acceptats per l'Església catòlica com a transmissor de l'autèntica història de Jesús de Natzaret. Segons la tradició primitiva de l'Església, l'autor seria un apòstol de Jesús, Mateu Leví (Mt 9,9-13), antic recaptador d'impostos, que hauria escrit la seva recopilació entorn de l'any 80. Alguns estudiosos moderns neguen aquesta autoria.
És l'evangeli més dirigit als jueus, com proven les múltiples referències culturals semítiques. Malgrat això, no podem excloure del tot que la comunitat receptora fos mixta, formada per cristians d'origen jueu i d'origen pagà. Inclou també múltiples cites de L'Antic Testament per provar que Jesús és l'enviat de Déu que anunciaven les profecies. Per això les podem llegir en els moments més significatius de la vida de Jesús, el Messies: Mt 1,23; 2,6.15.18.23; 4,15-16; 8,17; 12,18-21; 13,35; 21,5; 27,9-10. Hi ha dubtes sobre si l'original estava escrit en hebreu o en arameu (el més probable).
El context històric en què va ser escrit és d'un judaisme posterior a la destrucció del temple l'any 70 dC. És per això que es percep un enfrontament (cc. 12 i 23) entre el judaisme fariseu o rabínic -pràcticament l'únic que va quedar a partir d'aquest moment- i els seguidors de Jesús de Natzaret, mort i ressuscitat.
Les fonts que va utilitzar l'autor d'aquest evangeli són, d'una banda, l'Evangeli de Marc i, de l'altra, el material d'altres fonts, la principal de les quals seria l'anomenada font Q.
Síria seria un dels llocs amb més probabilitats d'ubicar la comunitat destinatària de l'Evangeli de Mateu. No podem concretar gaire, però podríem pensar per exemple en Antioquia de Síria o Damasc. El cert és que Ignasi d'Antioquia ja coneixia aquest evangeli cap a l'any 115 dC.

## Autoria

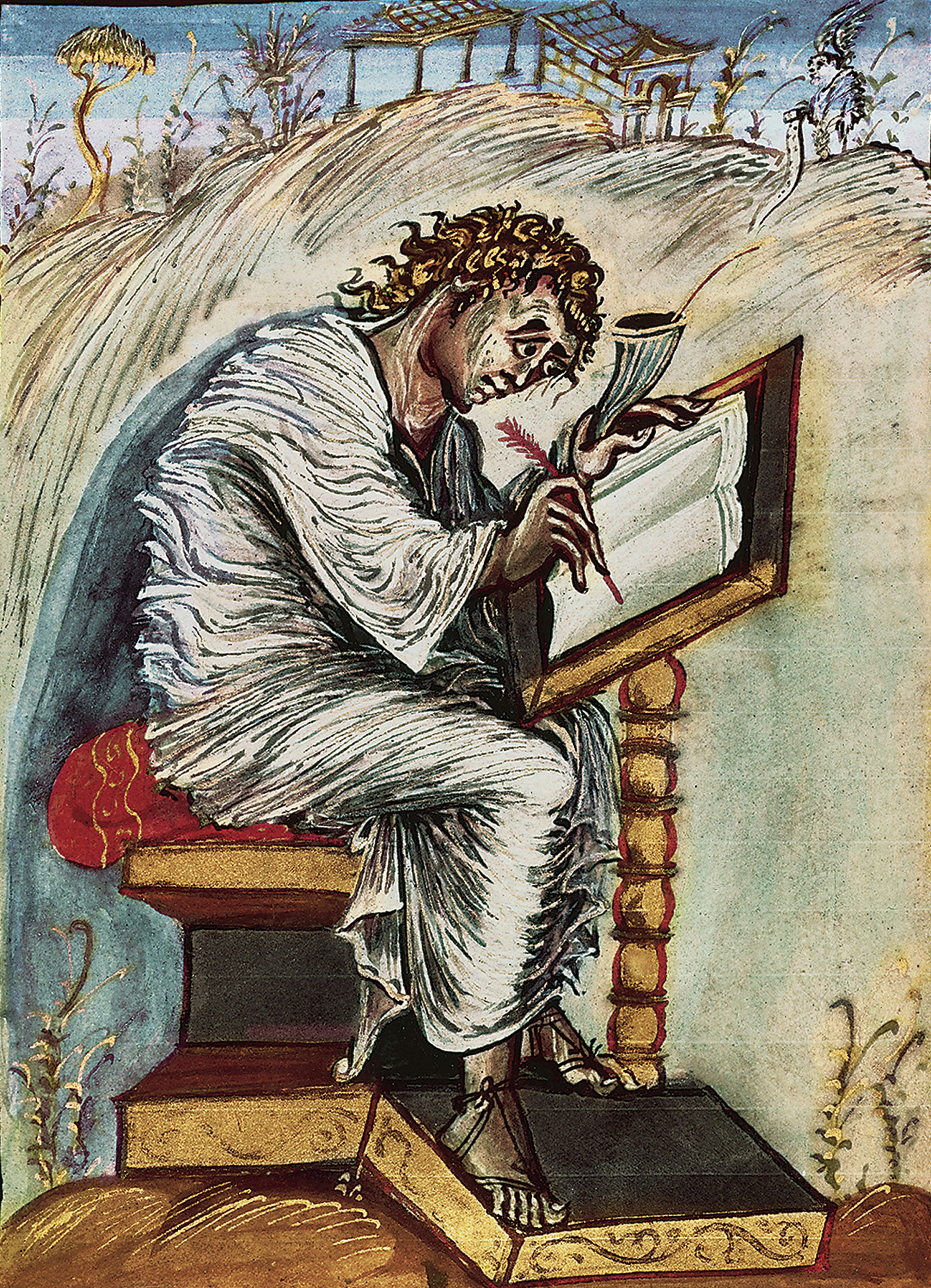
Sant Mateu escrivint l'Evangeli

La tradició cristiana atribueix a Mateu l'autoria de l'Evangeli que porta el seu nom (kata Mathaion: ‘de Mateu' o ‘segons Mateu'). El primer autor conegut en establir aquesta atribució fou Pàpies, qui, cap al 110 o 120, en un text citat per Eusebi de Cesarea, diu que «Mateu […] posà en ordre les lògies en dialecte hebreu i interpretà cada una com va poder". D'acord amb aquesta informació, alguns antics autors cristians consideraren a Mateu autor d'un primer evangeli, escrit en arameu, la traducció del qual al grec seria el text ara conegut com a evangeli de Mateu. Ireneu de Lió, Climent d'Alexandria, Eusebi de Cesarea i Jeroni es troben entre els que consideraren l'apòstol Mateu autor d'aquest evangeli.
No obstant, la majoria d'autors actuals considera que l'evangeli de Mateu no és una traducció de l'hebreu al grec, sinó que fou escrit directament en grec i que no està escrit per un testimoni ocular, sinó per un autor que utilitzà com a fonts textos anteriors (la Font Q i l'Evangeli segons Marc).
A més, la seva redacció sol situar-se en data bastant tardana, cap a l'any 80. Segons aquest arguments, l'opinió majoritària considera que l'autor del text que anomenem evangeli segons Mateu no pot ser l'apòstol Mateu anomenat en el Nou Testament.

## Datació
La datació majoritària situa l'evangeli al voltant de l'any 80, perquè se suposa que descriu la destrucció del Temple de Jerusalem de l'any 70, abans que aquesta passi, és a dir, dita descripció és presa com una profecia que posteriorment es compliria.
Les datacions més tardanes estan limitades pels papirs P64 i P67 (cap a l'any 200) i l'esment d'un evangeli de Mateu escrit en arameu que fa Pàpies cap a l'any 125. Posteriorment l'esmenten Ireneu de Lió (cap al 180) i Climent d'Alexandria (cap al 200).

## Fets que narra
En un primer cop d'ull es constata que aquest evangeli segueix el pla general de l'Evangeli de Marc, que probablement va ser una de les seves fonts:
| Preparació al ministeri de Jesús | Mt 1,1-4,11    |
| Ministeri de Jesús a Galilea     | Mt 4,12-16,12  |
| Viatge a Jerusalem               | Mt 16,13-20,34 |
| Passió, mort i resurrecció       | Mt 21-28       |

Alguns fragments que destaquen són:
- Genealogia de Jesús
- Infància de Jesús, naixement, Reis Mags d'Orient i Fugida a Egipte (la major part d'aquests episodis no apareixen en els altres evangelis canònics)
- Predicació de Joan Baptista i Baptisme de Jesús
- Els sermons o discursos:
  - Les Benaurances i el sermó de la Muntanya (Mt 5-7)
  - El discurs de la missió (Mt 10). La missió dels apòstols de convertir la gent al cristianisme
  - El discurs de les paràboles (Mt 13)
  - El discurs de l'Església (Mt 18)
  - El discurs escatològic (Mt 24-25)

És l'evangeli que més pes dona a Sant Pere (per exemple: Mt 14,22-33; 16,13-19 i 17,24-27), el primer Papa, per legitimar l'Església hereva de Jesús. Per això és un dels evangelis que més bona rebuda va tenir als primers temps del cristianisme. Des dels primers temps de l'Església, es va considerar que era l'evangeli «eclesial» i molts manuscrits el van col·locar abans que els altres tres. També va ajudar-hi el fet que inclou més sermons que els altres evangelis i algunes paràboles úniques sobre el cel o la manera correcta de comportar-se d'un cristià.
L'Evangeli de Mateu és una obra molt ben estructurada i amb repeticions que faciliten la memorització. Per exemple, els discursos són unes instruccions que acaben sempre amb les expressions: «Quan Jesús hagué acabat aquests ensenyaments...» o «quan Jesús hagué acabat de donar aquestes instruccions...» També cal esmentar l'expressió «Jesús recorria tot Galilea, ensenyant a les sinagogues, anunciant la bona nova del Regne i guarint entre el poble malalties i xacres de tota mena», que llegim a Mt 4,23 i 9,35.

## Passatges polèmics
Existeixen dos fragments únics a l'evangeli segons Mateu que han esdevingut polèmics. El primer és Mt 10, on indica que Jesús ha vingut amb una espasa al món, una metàfora que contradiu el missatge general de pau i amor que predica durant el seu ministeri. L'altre s'esdevé durant la Passió, quan el públic reclama la sang que es vessarà "sobre ells i els seus fills" (Mt 27), que ha justificat part de l'antisemitisme cristià posterior. Ambdós casos s'han atribuït per parts dels estudiosos a la narrativa de l'evangelista i no a una transcripció fidel dels fets.

## Genealogia
Des de bon començament, l'Evangeli segons Mateu presenta a Jesús com el Messies que Israel esperava. Segons els profetes, el Messies havia de ser del llinatge de David. Per tant, una de les finalitats de la genealogia que obra aquest evangeli és precisament mostrar que Jesús és descendent de David.

## Infància de Jesús
Maria es queda embarassada per l'Esperit Sant, fet que provoca que Josep decideixi de trencar la seva relació amb ella en secret. No obstant això, ell tindrà un somni amb la promesa del naixement de Jesús. Després descriu el naixement i la visita dels Reis Mags d'Orient que reconeixen a Jesús com a rei. Això és seguit per la matança dels Innocents, la Fugida a Egipte, i posteriorment el retorn a un poble anomenat Natzaret.
El principal objectiu de la narració de la infància és convèncer els lectors de la naturalesa divina de Jesús a través de la seva concepció per l'Esperit Sant i el seu naixement virginal, la visita dels Reis Mags i la fugida a Egipte tenen la intenció de mostrar que la reialesa de Jesús no es limita als jueus, sinó que és universal.

## L'Església
La nova Església es considera la continuadora del poble d'Israel com a complidora de la voluntat de Déu. Israel no ha donat els fruits que s'esperaven i per això s'ha donat a un altre poble (Mt 21,33-46), el nou Israel, l'Església.
La tasca que ha encomanat Jesús ressuscitat (Mt 28,16-20) a l'Església és triple:
- Cridar a tots els pobles a seguir Jesús i ser deixebles seus.
- A batejar en el nom del Pare, del Fill i de l'Esperit Sant als qui confessin Jesús com a Senyor.
- A complir la seva voluntat que, a l'Evangeli de Mateu, és fonamentalment estimar els més petits (Mt 25,34-40).